# Фаунтин Сити (Висконсин)
Фаунтин Сити (енгл. Fountain City) град је у америчкој савезној држави Висконсин.

## Демографија
По попису из 2010. године број становника је 859, што је 124 (-12,6%) становника мање него 2000. године.
| Група             | 2000.       | 2010.       |
| Белци             | 977 (99,4%) | 825 (96,0%) |
| Афроамериканци    | 0 (0,0%)    | 1 (0,1%)    |
| Азијати           | 1 (0,1%)    | 1 (0,1%)    |
| Хиспаноамериканци | 1 (0,1%)    | 9 (1,0%)    |
| Укупно            | 983         | 859         |